# The County Hound 3
The County Hound 3 — четвертий студійний альбом американського репера Cashis, що вийшов на лейблі Bogish Brand Entertainment 7 квітня 2015 р. Є сиквелом до The County Hound 2. Оригінал «I'ma Ride» потрапив до компіляції Euthanasia (2014). Оригінал «Itz Nothin» спершу мусів увійти до мікстейпу I'm Getten Mine, однак цього не сталося. Куплет Бака з «Kingpin» також використано у «Tennessee Tags» репера C-Good.

## Історія релізу
Свого часу були плани розбити платівку на два проекти, кожен мав містити по 8 пісень і 1 бонус-треку. Cashis також мав намір зробити потрійний альбом і випустити першу частину у березні 2015. 10 березня оприлюднили дату виходу й обкладинку. 25 березня відбулась прем'єра лірик-відео «Kingpin», а 22 квітня — «Turn Up».

## Список пісень
| #   | Назва                                                                                            | Продюсер(и)              | Тривалість |
| --- | ------------------------------------------------------------------------------------------------ | ------------------------ | ---------- |
| 1.  | «CH3 Intro»                                                                                      | Rikanatti                | 1:09       |
| 2.  | «Let Me Be»                                                                                      | Rikanatti, Cin-a-matik   | 3:40       |
| 3.  | «Turn Up»                                                                                        | Rikanatti                | 3:28       |
| 4.  | «Kingpin» (з участю Young Buck, Arez Cobain та June B)                                           | The Coalition, Rikanatti | 4:00       |
| 5.  | «Thug Boy»                                                                                       | Eminem                   | 3:24       |
| 6.  | «Work» (з участю Young Buck, Project Pat та Sullee J)                                            | Rikanatti, The Punisher  | 4:56       |
| 7.  | «Come 2 tha Hood»                                                                                | Rikanatti, J Speck       | 3:07       |
| 8.  | «Live That Life»                                                                                 | Rikanatti, Johnny & Nate | 3:50       |
| 9.  | «You Ain't the Homie»                                                                            | Rikanatti                | 4:18       |
| 10. | «Itz Nothin G Mix» (з участю Beeda Weeda)                                                        | 909 Cartel               | 2:49       |
| 11. | «I'ma Ride G Mix» (з участю Problem, Roscoe, Mac Lucci, Vibe, Britizen Kane, R Land та Big Doty) | Rikanatti                | 7:52       |
| 12. | «Defy Odds»                                                                                      | Rikanatti                | 3:01       |
| 13. | «Certified Hustla» (з участю Sara Shine)                                                         | Rikanatti, The Punisher  | 3:19       |
| 14. | «A-Rod» (з участю Emilio Rojas)                                                                  | Rikanatti, Lil Lyss      | 4:29       |